# ヒッチン汎函数
ヒッチン汎函数（英: Hitchin fuctional）は、イギリスの数学者のナイジェル・ヒッチンが導入した概念で、弦理論にも応用を持つ。 Hitchin (2000) と Hitchin (2001) がヒッチン汎函数の元々の論文である。
ヒッチンの導入した一般化された複素構造は、有用に数理物理へ応用される。そのときに中心となる考え方が、ヒッチン汎函数である。

## 定義
6次元多様体に対しての定義は、以下の通りである。ヒッチンの論文の定義はより抽象的で、より一般的である。
{\displaystyle M} を自明な標準バンドルを持つコンパクトな向き付けられたな 6次元多様体とすると、ヒッチン汎函数 は、次の式の 3-形式上の汎函数と定義する。
{\displaystyle \Phi (\Omega )=\int _{M}\Omega \wedge *\Omega \ .}
ここに {\displaystyle \Omega } は 3-形式であり、 * はホッジスター作用素を表す。

## 性質
- ヒッチン汎函数は、4次元多様体のヤン・ミルズ汎函数の 6次元での類似物である。

- ヒッチン汎函数は、明らかに向きを保つ微分同相写像群の作用の下に不変である。

- 定理. {\displaystyle M} を3次元の複素多様体 で、{\displaystyle \Omega } をゼロにならない正則な 3-形式の実部としよう。すると、 {\displaystyle \Omega } はコホモロジー類 {\displaystyle [\Omega ]\in H^{3}(M,R)} へ限定した {\displaystyle \Phi } の臨界点となる。逆に {\displaystyle \Omega } が与えられたコホモロジー類の中の汎函数 {\displaystyle \Phi } の臨界点で、{\displaystyle \Omega \wedge *\Omega <0}　とすると、{\displaystyle \Omega } は複素多様体の構造を定義し、{\displaystyle \Omega } は {\displaystyle M} の上のゼロにならない正則 3-形式の実部となる。

この定理の証明は、ヒッチンの論文 Hitchin (2000) とHitchin (2001) の中に比較的ストレートに書かれている。この定理の素晴らしいところは、逆のステートメントが成り立つことである：もし完全形式 {\displaystyle \Phi (\Omega )} が決定していると、可能な複素構造の見つける臨界点を探すことで、複素構造を決定する 0 にならない正則 3-形式が一意に決まることである。

## 安定な（微分）形式
作用汎函数は、しばしば {\displaystyle M} の上の幾何学構造を決定し、幾何学構造はある可積分条件に従う {\displaystyle M} 上の特別な微分形式の存在によって特徴付けられる。 
もし m-形式 {\displaystyle \omega } が局所座標で記述されるとし、
{\displaystyle \omega =dp_{1}\wedge dq_{1}+\cdots +dp_{m}\wedge dq_{m}}
さらに
{\displaystyle d\omega =0}
とすると、{\displaystyle \omega } はシンプレクティック構造を決定する。
p-形式 {\displaystyle \omega \in \Omega ^{p}(M,\mathbb {R} )} が安定とは、n = dim(M) としたとき、この微分形式が局所 {\displaystyle GL(n,\mathbb {R} )} 作用の開軌道の中にある場合、つまり、小さな摂動 {\displaystyle \omega \mapsto \omega +\delta \omega } は、局所 {\displaystyle GL(n,\mathbb {R} )} 作用により元に戻せる場合を言う。従って、任意の 1-形式は、（定数なので）どこでもゼロにならないので安定で、2-形式 (もしくは p が偶数のときの p-形式) の安定性とは、非退化と同値である。
では、p = 3 の場合にはどうなるのか。 大きな n に対しては、3-形式は難しくなる。理由は、{\displaystyle \wedge ^{3}(\mathbb {R} ^{n})}, {\displaystyle n^{3}}, の次元の増加の仕方が、{\displaystyle GL(n,\mathbb {R} )}, {\displaystyle n^{2}} の次元の増加のしかたよりも早いからである。しかし、非常にまれな例外がある。つまり {\displaystyle n=6} の場合で、その場合は dim {\displaystyle \wedge ^{3}(\mathbb {R} ^{6})=20} であり、dim {\displaystyle GL(6,\mathbb {R} )=36} である。次元 6 での安定な実 3-形式を {\displaystyle \rho } とすると、{\displaystyle \rho } の {\displaystyle GL(6,\mathbb {R} )} の下でのスタビライザーは次元 36 - 20 = 16 であり、実際に、 {\displaystyle SL(3,\mathbb {R} )\times SL(3,\mathbb {R} )} もしくは {\displaystyle SL(3,\mathbb {C} )\cap SL(3,\mathbb {C} )} のいずれかになる。 
{\displaystyle SL(3,\mathbb {C} )\cap SL(3,\mathbb {C} )} の場合に焦点を絞り、{\displaystyle \rho } が{\displaystyle SL(3,\mathbb {C} )\cap SL(3,\mathbb {C} )} 内にスタビライザーを持つとすると、局所座標では次のように書くことができる：
{\displaystyle \rho ={\frac {1}{2}}(\zeta _{1}\wedge \zeta _{2}\wedge \zeta _{3}+{\bar {\zeta _{1}}}\wedge {\bar {\zeta _{2}}}\wedge {\bar {\zeta _{3}}})}
ここに、{\displaystyle \zeta _{1}=e_{1}+ie_{2},\zeta _{2}=e_{3}+ie_{4},\zeta _{3}=e_{5}+ie_{6}} であり、{\displaystyle e_{i}} は {\displaystyle T^{*}M} の基底である。従って、{\displaystyle \zeta _{i}} は {\displaystyle M} 上の概複素構造を決定する。さらに局所座標 {\displaystyle (z_{1},z_{2},z_{3})} が存在して {\displaystyle \zeta _{i}=dz_{i}} と満たすとすると、{\displaystyle \zeta _{i}} は、さいわいにも {\displaystyle M} 上の複素構造を決定する。
安定な形式 {\displaystyle \rho \in \Omega ^{3}(M,\mathbb {R} )}が与えられると：
{\displaystyle \rho ={\frac {1}{2}}(\zeta _{1}\wedge \zeta _{2}\wedge \zeta _{3}+{\bar {\zeta _{1}}}\wedge {\bar {\zeta _{2}}}\wedge {\bar {\zeta _{3}}})}
と取ることができ、もうひとつ別な実 3-形式
{\displaystyle {\tilde {\rho }}(\rho )={\frac {1}{2}}(\zeta _{1}\wedge \zeta _{2}\wedge \zeta _{3}-{\bar {\zeta _{1}}}\wedge {\bar {\zeta _{2}}}\wedge {\bar {\zeta _{3}}})}
を取ることができる。
そうすると {\displaystyle \Omega =\rho +i{\tilde {\rho }}(\rho )} は {\displaystyle \rho } により決定される概複素構造の中の正則な 3-形式となる。さらに、複素構造となるためには、ちょうど {\displaystyle d\Omega =0}、すなわち、{\displaystyle d\rho =0} であり、かつ、{\displaystyle d{\tilde {\rho }}(\rho )=0} の場合である. この {\displaystyle \Omega } はヒッチン汎函数の定義での 3-形式 {\displaystyle \Omega } に一致する。これらの考えは、一般化された複素構造を導くこととなった。

## 弦理論での使用
ヒッチン汎函数は弦理論の多くの分野で用いられる。例えば、対合 {\displaystyle \nu }を使った結果できる射影 {\displaystyle \kappa } を持つ10-次元弦理論のコンパクト化である。この場合には、{\displaystyle M} は内部の 6 (実)次元カラビ-ヤウ空間である。 この複素化されたケーラー多様体の計量は
{\displaystyle g_{ij}=\tau {\text{im}}\int \tau i^{*}(\nu \cdot \kappa \tau ).}
で与えられる。ポテンシャル函数は汎函数 {\displaystyle V[J]=\int J\wedge J\wedge J} で、ここに J は概複素構造を決定する. 両方ともヒッチンの汎函数である。Grimm & Louis (2004)
弦理論への応用として、有名な OSV 予想 Ooguri, Strominger & Vafa (2004) では、ヒッチン汎函数を位相的弦と 4-次元ブラックホールのエントロピーを関連付けるために使用された。同じようなテクニックを {\displaystyle G_{2}} ホロノミーの中で使い、Dijkgraaf et al. (2004) では、位相的なM-理論が議論されているし、{\displaystyle Spin(7)} ホロノミーでは、位相的 F-理論が議論できるかもしれない。
さらに最近、エドワード・ウィッテンは、6次元 (2,0)-超共形場理論と呼ばれる 6次元の中にミステリアスな超共形場理論があることを主張している。Witten (2007) ヒッチン汎函数は、それへひとつの基礎を与えている。

## 注
1. ↑  明確にするために、ヒッチン汎函数の説明の前に定義を行う。
2. ↑  幾何学構造とは、例えば、複素構造や、シンプレクティック構造や、G2 ホロノミー や Spin(7) ホロノミーなどのことを言う。
3. ↑  一般に局所座標は (p,q) で表すので微分形式の次数を m とした。